# Dinosaur (Colorado)
Dinosaur ist eine Stadt (Statutory Town) im Moffat County im US-Bundesstaat Colorado mit einer Einwohnerzahl von 614 Personen (Stand 2023).

## Lage
Dinosaur liegt rund 130 Kilometer westlich von Craig, dem Verwaltungssitz (County Seat) des Moffat County und wird im Norden vom U.S. Highway 40 begrenzt. Der Colorado State Highway 64, der auch Stegosaurus Freeway genannt wird beginnt in Dinosaur. Der Ort liegt in einer Höhe von rund 1800 Metern. Die Grenze zum benachbarten Bundesstaat Utah im Westen beträgt lediglich ca. drei Kilometer.

## Geschichte
Die Stadt wurde zunächst Artesia genannt, wahrscheinlich aufgrund von artesischen Quellen in der Gegend. 1965 erfolgte eine Umbenennung in Dinosaur. Dadurch wurde die Nähe zum Dinosaur National Monument dokumentiert. In der Stadt sind mehrere Straßennamen nach Dinosauriergattungen benannt, beispielsweise nach Tyrannosaurus und  Brontosaurus.

## Anbau und Verkauf von Cannabis
Zusätzlich zum Tourismus im Zusammenhang mit dem Dinosaur National Monument ist der Anbau und Verkauf von Cannabis ein wesentlicher Bestandteil der Wirtschaft von Dinosaur. Drei Geschäfte, die Marihuana verkaufen wurden in der Innenstadt von Dinosaurier eröffnet. Ein großes Cannabis-Anbaugebiet beginnt innerhalb der Stadtgrenzen. Da die Verwendung von Cannabis zum persönlichen Gebrauch in Colorado legal, in Utah jedoch illegal ist, fahren Interessenten aus dem lediglich rund drei Kilometer entfernten Utah nach Dinosaur, um in den dortigen Geschäften dieses als Rausch- oder Arzneimittel verwendete Produkt legal zu kaufen. In der Stadt wird der Cannabishandel unterschiedlich beurteilt. Einerseits wachsen die Steuereinnahmen durch den Verkauf, andererseits wächst die Kriminalität.